# Lily Allen
Lily Rose Beatrice Cooper (tidigare: Allen), född 2 maj 1985 i Hammersmith i London, är en brittisk popsångerska, skådespelare och programledare i TV.
Hon slog igenom på Myspace med låten "Smile" som kom som singel den 3 juli 2006. Samma år gavs fullängdsalbumet Alright, Still ut. År 2009 kom nästa album It's Not Me, It's You.
Cooper är dotter till den brittiske skådespelaren Keith Allen och filmproducenten Alison Owen. Hon är äldre syster till skådespelaren Alfie Allen. Hon är sannolikt mest känd under namnet Lily Allen, men i samband med sitt bröllop bytte hon formellt efternamn, även om hon behöll artistnamnet "Lily Allen". Hon har två barn tillsammans med sin tidigare make; döttrarna Ethel Mary, född 25 november 2011 och Marnie Rose, född 8 januari 2013.
Cooper har varit ansikte utåt för modehuset Chanel. I september 2010 öppnade hon och systern Sarah Owen secondhandbutiken Lucy in Disguise, där hon bland annat sålde plagg från sin egen garderob. Allen lämnade delägarskapet 2012 och butiken gick i konkurs 2014.

## Privatliv
I juni 2011 gifte sig Allen med Sam Cooper. Allen och Coopers första barn föddes 2011. Deras andra barn föddes 2013.
I My Thoughts Exactly skriver Allen att hon hade ett utomäktenskapligt förhållande med Liam Gallagher under dennes äktenskap med Nicole Appleton. I mitten av 2015 separerade Allen och Cooper efter att hon berättat för honom om sin otrohet. I juni 2018 skildes Cooper och Allen, med delad vårdnad om sina barn.
7 september 2020 gifte sig Allen med skådespelaren David Harbour.

## Diskografi

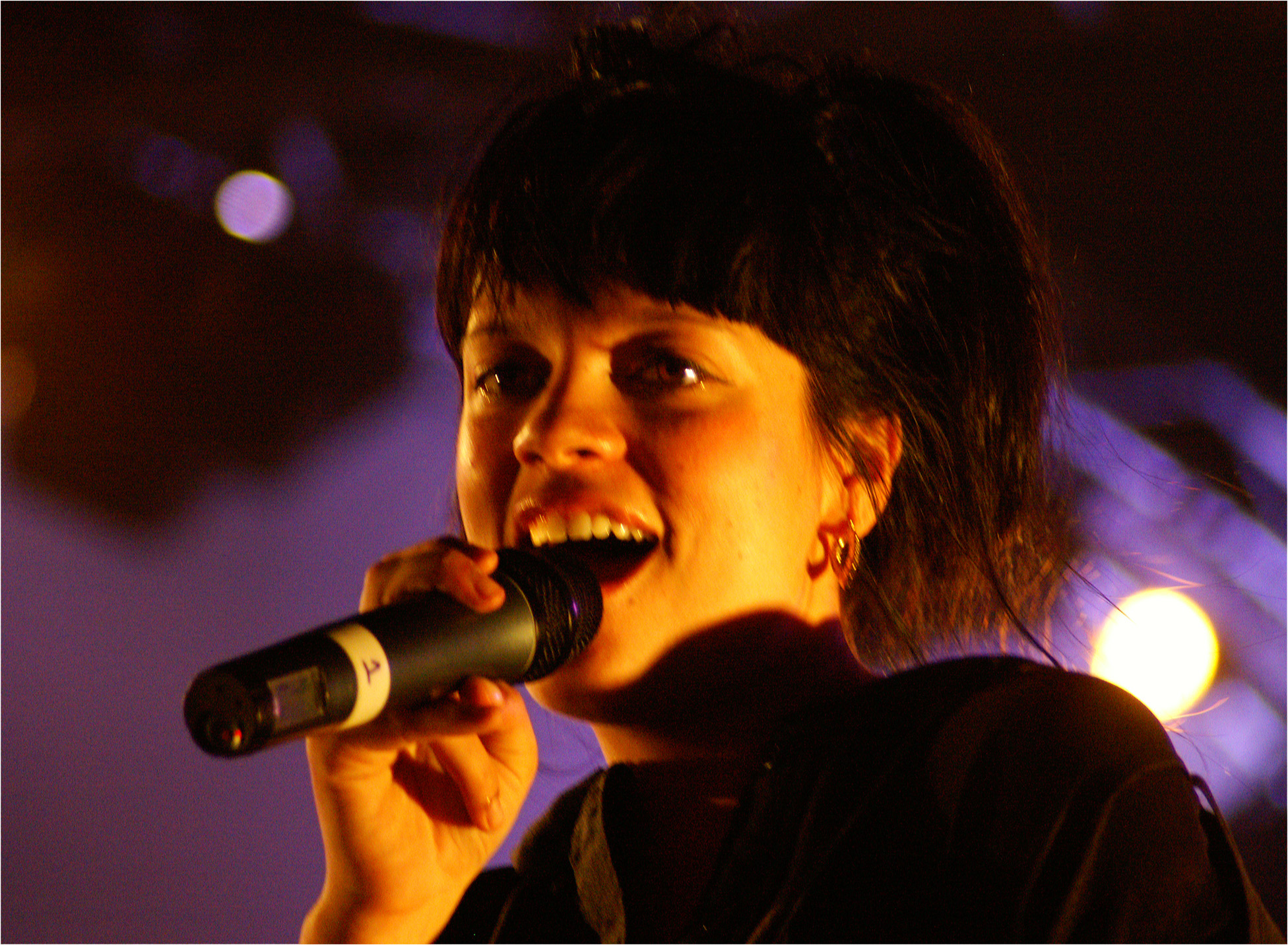
Lily Allen på scen i Paris 2007.

### Studioalbum
- 2006 – Alright, Still (UK #2)[15]
- 2009 – It's Not Me, It's You (UK #1)[15]
- 2014 – Sheezus (UK #1)[15]
- 2018 – No Shame

### EP
- 2009 – F.U.E.P.
- 2009 – Paris Live Session

### Singlar
- 2006 – "Smile" (UK #1)[4]
- 2006 – "LDN"
- 2006 – "Littlest Things"
- 2007 – "Shame For You"/"Alfie" (dubbel A-sida)
- 2008 – "The Fear" (UK #1)[4]
- 2009 – "Not Fair"
- 2009 – "Fuck You"
- 2009 – "22"
- 2009 – "Who'd Have Known"
- 2010 – "Back To The Start"
- 2010 – "Just Be Good To Green" (med Professor Green)
- 2011 – "5 O'Clock" (med T-Pain och Wiz Khalifa)
- 2013 – "Hard Out Here"
- 2013 – "Somewhere Only We Know" (UK #1)[4]
- 2014 – "Air Balloon"
- 2014 – "Our Time"
- 2014 – "URL Badman"
- 2014 – "As Long as I Got You"
- 2017 – "Trigger Bang" (med Giggs)
- 2018 – "Lost My Mind"

## Utmärkelser och nomineringar
| År   | Belöning                         | Kategori                                      | Resultat  |
| ---- | -------------------------------- | --------------------------------------------- | --------- |
| 2006 | Q Awards                         | Best New Act                                  | Nominerad |
| 2006 | Digital Music Awards             | Best Pop Artist                               | Vann      |
| 2007 | BRIT Awards                      | British Female Solo Artist                    | Nominerad |
| 2007 | BRIT Awards                      | Mastercard British Album (Alright, Still)     | Nominerad |
| 2007 | BRIT Awards                      | British Breakthrough Act                      | Nominerad |
| 2007 | MTV Video Music Awards           | Best New Artist                               | Nominerad |
| 2007 | NME Awards                       | Worst Dressed                                 | Vann      |
| 2008 | Grammy Awards                    | Best Alternative Music Album (Alright, Still) | Nominerad |
| 2008 | Highstreet Fashion Awards        | Best Dressed Celebrity                        | Nominerad |
| 2008 | Glamour Women of the Year Awards | Editors Special Award                         | Vann      |
| 2008 | BMI Awards                       | ("Smile")                                     | Vann      |
| 2009 | GQ Men Of The Year Awards        | Woman Of The Year                             | Vann      |